# Brunetia camarguensis
Brunetia camarguensis är en plattmaskart som beskrevs av Brunet 1965. Brunetia camarguensis ingår i släktet Brunetia och familjen Koinocystididae. Inga underarter finns listade i Catalogue of Life.